# Ichneumon ambulatorius
Ichneumon ambulatorius är en stekelart som beskrevs av Fabricius 1775. Ichneumon ambulatorius ingår i släktet Ichneumon och familjen brokparasitsteklar. Inga underarter finns listade i Catalogue of Life.